# Palaufruktduva
Palaufruktduva (Ptilinopus pelewensis) är en fågel i familjen duvor inom ordningen duvfåglar.

## Utseende och läte
Palaufruktduvan är en färgglad duva med ljusgrått eller nästan vitt huvud, neonorange buk, skär panna och bladgrönt på rygg och vingar. Stjärten är gulspetsad, vilket syns väl i flykten. Sången består av en distinkt serie accelererande hoar.

## Utbredning och systematik
Fågeln förekommer i Palau (Babelthuap till Angaur). Den behandlas som monotypisk, det vill säga att den inte delas in i några underarter.

## Levnadssätt
Palaufruktduvan hittas i skogsområden. Där kan den trots fjäderdräkten vara svår att få syn på och hörs oftare än ses.

## Status
Palaufruktduvan har ett begränsat utbredningsområde, men beståndet anses vara stabilt. IUCN kategoriserar arten som livskraftig.